# Elasmoderus lutescens
Elasmoderus lutescens är en insektsart som först beskrevs av Blanchard 1851.  Elasmoderus lutescens ingår i släktet Elasmoderus och familjen Tristiridae. Inga underarter finns listade i Catalogue of Life.